# Ablerus connectens
Ablerus connectens är en stekelart som beskrevs av Filippo Silvestri 1927. Ablerus connectens ingår i släktet Ablerus och familjen växtlussteklar.
Artens utbredningsområde är Sri Lanka. Inga underarter finns listade i Catalogue of Life.